# Sikem
Sikem es una banda de rock formada en 2003 en Mérida, Venezuela por Alfonso Cabrera, Armando Zerpa, Carlos Meza y Mateo Gómez.

## Historia
Sikem se formó en 2003 teniendo como líder y principal compositor a Alfonso Cabrera, su vocalista y bajista. Pasaron dos años para que la banda publicara su primer álbum, Música en 2005. El álbum consta de diez canciones, de la cual la sexta, Pensando en ti fue la más exitosa.
Dos años más tarde, en 2008 publicaron su segundo trabajo discográfico Vivir en paz. Patrocinados por la emisora de radio Líder 92.3 FM, la banda ha realizado muchos conciertos en Mérida.
Han actuado con diversos artistas como Juanes y la banda venezolana Caramelos de cianuro.

## Miembros
- Alfonso Cabrera (voz y bajo).
- Armando Zerpa (guitarra líder).
- Carlos Meza (guitarra rítmica, coros y teclado).
- Mateo Gómez (batería y percusión).

## Discografía
- Música (2005).
- Vivir en paz (2008).